# النا ژردی
النا ژردی (کاتالونیایی: Elena Jordi؛ ۲۰ نوامبر ۱۸۸۲ – ۵ دسامبر ۱۹۴۵) یک هنرپیشه، و کارگردان فیلم اهل اسپانیا بود.
النا ژردی کار خود را به عنوان یک هنرمند وودویل شروع کرد و نخستین زنی در کشور اسپانیا بود که به کارگردانی فیلم پرداخت.